# موج‌بر

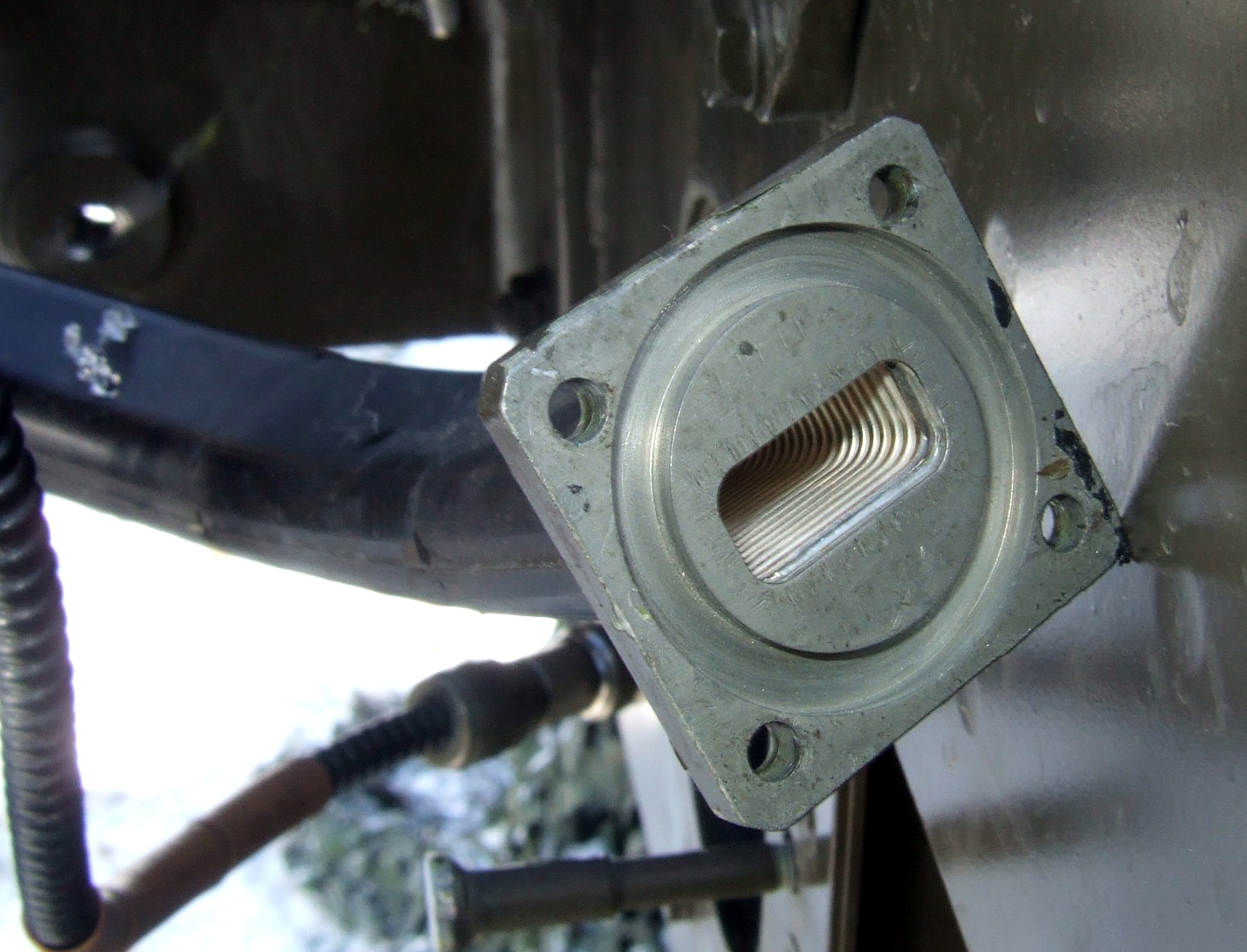
بخشی از موج‌بر انعطاف‌پذیر با لبه تحت‌فشار

مولفه Ex میدان الکتریکی حالت TE31 درون یک موج‌بر فلزی توخالی باند x است.

موج‌بَر (به انگلیسی: waveguide) ساختاری است؛ که امواجی چون امواج الکترومغناطیسی یا امواج صوتی را هدایت و منتقل می‌کند. برای هر نوع موج انواع گوناگونی موج‌بر وجود دارد. نوع اصلی و معمول آن یک لولهٔ فلزی توخالی است. موج‌برها در شکل هندسی تفاوت دارند؛ که می‌توانند انتقال انرژی موج را در یک راستا محدود کنند (مانند موج‌برهای صفحه‌ای)، و نیز می‌توانند در دو بُعد انرژی را محدود کنند همچون موج‌برها تاری یا شیاری. به‌علاوه موج‌برهای مختلفی برای فرکانس‌های مختلف موردنیاز است؛ مثلاً یک فیبر نوری که امواج نوری را هدایت می‌کند، نمی‌تواند ریزامواج را هدایت کند.
طبق یک حساب سرانگشتی پهنای موج‌بر باید در مرتبهٔ اندازهٔ طول‌موج امواج هدایت‌شده باشد. در طبیعت نیز ساختارهایی وجود دارد؛ که همانند موج‌بر عمل می‌کنند. گوش انسان یا دیگر جانوران، بهترین مثال برای موج‌بر است.
موج‌بر سازه‌ای است که امواجی مانند امواج الکترومغناطیسی یا صوت را با کران‌بندی انتقال انرژی به یک جهت، کمترین اتلاف انرژی هدایت می‌کند. بدون وادارسازی فیزیکی، یک موج‌بر، دامنه‌های موج را مطابق قانون مربع معکوس کاهش می‌دهند زیرا در فضای سه بعدی گسترش می‌یابند.
انواع مختلفی از موج‌برها برای انواع مختلف موج وجود دارد. معنی اصلی و متداول آن یک لوله فلزی توخالی رسانا است؛ که برای حمل امواج رادیویی با فرکانس بالا بخصوص ریزموجها استفاده می‌شود. موج‌برهای دی‌الکتریک در فرکانس‌های رادیویی بالاتر استفاده می‌شوند، و موج‌برهای دی‌الکتریک شفاف و فیبرهای نوری به عنوان موج‌بر برای نور استفاده می‌شوند. در صوت‌شناسی، مجرای هوا و شیپور به عنوان موج‌بر برای صدا در سازهای موسیقی و بلندگوها مورد استفاده قرار می‌گیرند و میله‌های فلزی با شکل مخصوص، امواج فراصوت را در ماشین‌کاری التراسونیک هدایت می‌کند.
هندسه موج‌بر نشان دهنده عملکرد آن است. علاوه بر انواع متداول‌تر که موج را در یک بُعد جاری می‌کنند، موج‌برهای باریک دوبعدی وجود دارند که امواج را به دو بعد محدود می‌کنند. فرکانس موج منتقل شده همچنین اندازه یک موج‌بر را تعیین می‌کند: هر موج‌بر دارای طول‌موج قطع است؛ که با توجه به اندازه آن تعیین می‌شود و امواج با طول‌موج بیشتر را هدایت نمی‌دهد. فیبر نوری که نوربَر است، ریزموجهایی که دارای طول‌موج بسیار بزرگ‌تری هستند را منتقل نمی‌کند. برخی از ساختارهای طبیعی که می‌توانند مانند موج‌بر نیز عمل کنند. لایه کانال اس‌اواف‌ای‌آر در اقیانوس می‌تواند صدای آواز نهنگ را در مسافت‌های دوری هدایت کند.

## اصول عملکرد
امواج در فضای باز در تمام جهت‌ها به شکل موج کروی منتشر می‌شوند، و توان خود را متناسب با مجذور فاصله از دست می‌دهند. در فاصلهٔ R از یک منبع موج، توان برابر است با توان منبع تقسیم بر {\displaystyle \ R^{2}}. موج‌برها، امواج را محدود می‌کنند تا در یک بعد انتشار یابند. با استفاده از موج‌برها، امواج در شرایط ایده‌آل توان خود را هنگام انتشار از دست نمی‌دهند.
به علت بازتاب کامل از دیواره‌های موج‌بر، امواج درون آن به دام می‌افتند و بنابراین، انتشار درون موج‌بر تقریباً به شکل زیگزاک بین دیواره‌ها خواهد بود. این توصیف برای موج‌های الکترومغناطیسی در لوله‌های توخالی مستطیلی و دایره‌ای دقیق‌تر و کامل‌تر است.

## تاریخچه
اولین ساختار برای هدایت امواج توسط جی جی توماس در سال ۱۸۹۳ پیشنهاد شد که نخستین بار به شکل تجربی توسط جوزف لوج در سال ۱۸۹۴ امتحان گردید.
اولین آنالیز ریاضی از امواج الکترومغناطیسی در یک استوانهٔ فلزی توسط Lord Rayleigh در سال ۱۸۹۷ انجام گرفت.
برای اموج صوتی لرد ریلی یک آنالیز ریاضی کامل از حالت‌های انتشار را تحت عنوان تئوری امواج صوتی چاپ کرد.
مطالعات در زمینهٔ موج‌بر دی‌الکتریک همچون فیبرهای نوری از اوایل سال ۱۹۲۰ آغاز شد، این کار توسط چند نفر انجام شد که معروف‌ترین آن‌ها آرنولد زومرفلد و پیتر دِبای بودند. فیبرهای نوری توجهات خاصی را از آغاز سال ۱۹۶۰ به خود جلب کرد که علت اصلی آن اهمیت این فیبرها در صنعت ارتباطات بود.

## کاربردها
استفاده از موج‌برها حتی پیش از اینکه این اصطلاح به وجود آید، شناخته شده بود. از زمان‌های قدیم انتشار امواج صوتی در امتداد یک سیم کشیده شده یک پدیدهٔ آشنا بوده است؛ همان‌طور که انعکاس صوتی که در یک مجرای تو خالی همچون یک غار یا گوشی‌های طبی شناخته شده بود.
استفاده‌های دیگر از موج‌برها در انتقال توان بین دو جزء از سیستم مثل رادیو، رادار یا وسایل نوری است.

### مثال‌های ویژه
- فیبرهای نوری که نور و سیگنال‌ها را تا فاصله‌های دور با سرعت‌های زیاد انتقال می‌دهند.
- در اجاق‌های ماکروویو یک موج‌بر برق را از یک ماگنترون هدایت می‌کند که در قالب فضای آشپزخانه طرح‌ریزی شده است.
- موج‌بر در رادارها، موج‌ها را به یک آنتن هدایت می‌کند که باید مقاومت ظاهری آن با توان مؤثر انتقال، مطابقت داشته باشد.

یک نوع از موج‌بر که به آن باریکهٔ خطی می‌گویند، می‌تواند روی یک تخته مدار چاپی ساخته شود و برای انتقال سیگنال‌های ماکرو ویو روی تخته از آن استفاده می‌شود. این نوع از موج‌بر خیلی ارزان ساخته می‌شود و ابعاد کوچکی دارد که می‌تواند برای استفاده درون تخته مدار چاپی مناسب باشد.
- موج‌برها در ابزارهای علمی برای اندازه‌گیری خواص نوری، صوتی و کشسانی مواد و اشیاء استفاده می‌شوند.

موج‌برها می‌توانند در تماس با یک نمونه قرار بگیرند، برای مثال در سونوگرافی‌های پزشکی که در این نوع موارد موج‌بر باعث می‌شود تا توان موج آزمایشگر محفوظ بماند یا اینکه نمونهٔ آزمایشی درون موج‌بر قرار بگیرد همانند سنجش دی الکتریک دایمی؛ بنابراین اجسام کوچک‌تر مورد آزمایش قرار می‌گیرند و دقت آزمایش بیشتر خواهد شد.

## تحلیل نظری
انتشار امواج در امتداد محورهای موج‌بر توسط معادله موج تشریح می‌شود و طول‌موج بستگی به ساختار موج‌بر و همچنین فرکانس آن دارد.
اگر امتداد عرضی موج‌بر را در نظر بگیریم، موج در یک الگوی موج ایستاده محبوس می‌شود. معادله‌ای که شکل امواج متقاطع را توصیف می‌کند، بسیار پیچیده‌تر است. در مورد امواج الکترومغناطیسی از معادلات ماکسول سرچشمه می‌گیرد و در مورد امواج صوتی از معادلهٔ الکتریسیته خطی همراه با شرایط مرزی گرفته می‌شود که به شکل موج‌بر و نیز مواد سازندهٔ موج‌بر بستگی دارد.
این معادلات راه حل‌های مختلفی دارند که روش‌های انتشار نامیده می‌شود. در هر کدام از این حالت‌ها که موج در امتداد موج‌بر حرکت می‌کند، سرعت و شکل انتشار با نوع دیگر متفاوت خواهد بود.
دسته فرکانس‌هایی که یک موج‌بر می‌تواند هدایت کند به عرض آن بستگی دارد. برآورد می‌شود که برای طول امواجی بلندتر موج‌بر عریض‌تری احتیاج است.
چون طول‌موج با وارون فرکانس متناسب است، در فرکانس‌های بالا موج‌برها عرض کمتری دارند و برعکس.
یک استثناء که در این قانون قابل ذکر است، برای حالت امواج مسطح در یک موج‌بر مشخص وجود دارد (مثل یک سیم هم محور در امواج الکترومغناطیسی یا لوله‌های توخالی برای امواج صوتی).
در حالتی که یک موج تخت داریم پهنای‌باند بزرگی وجود دارد که می‌تواند طول‌موجی بسیار بیشتر از مرتبهٔ اندازهٔ عرض موج‌بر داشته باشد.
در دو انتهای موج‌بر تشدیدی حاصل می‌شود که در این حالت تنها فرکانس‌های مشخصی – حالت‌های طبیعی تشدید - برای دوره‌های طولانی می‌تواند وجود داشته باشد.

## حالت‌های انتشار و فرکانس‌های قطع
یک حالت انتشار در یک موج‌بر، یکی از راه حل‌های معادله موج یا به عبارت دیگر شکل موج است.
بعلت محدودیت شرایط مرزی برای تابع موج فقط فرکانس‌ها و شکل‌های محدودی وجود دارد که بتواند در موج‌بر انتشار یابد. کمترین فرکانسی که در یک حالت مشخص می‌تواند انتشار یابد، فرکانس قطع آن حالت نامیده می‌شود. حالتی که در پایین‌ترین فرکانس قطع وجود دارد، حالت پایهٔ موج‌بر است و فرکانس قطع آن، فرکانس قطع موج‌بر است.
یک حالت ویژهٔ موج‌بر هنگامی است که یک حالت موج مسطح داریم.
یک موج مسطح در فضای آزاد منتشر می‌شود و جبهه موج آن نیز مسطح است. یک موج مسطح می‌تواند در یک باند فرکانسی وسیع انتشار یابد. در یک موج‌بر ایده‌آل که دیواره‌های آن به‌شکل کامل بازتاب می‌کنند، فرکانس قطع نزدیک صفر است. البته امواجی مسطح نمی‌توانند در هر نوع از موج‌بر انتشار یابند، برای مثال یک کابل هم محور می‌تواند یک موج مسطح الکترومغناطیسی را پشتیبانی کند اما یک لولهٔ توخالی نمی‌تواند این کار را انجام دهد.
موج در امتداد موج‌بر (حول محور z) با رابطهٔ
{\displaystyle \ v_{z}={\frac {2\pi f}{k_{z}}}}
بدست می‌آید که{\displaystyle \ f} فرکانس {\displaystyle \ {\vec {v}}} سرعت موج در فضای آزاد و {\displaystyle \ {\vec {k}}} عدد موج است که به‌شکل برداری است و اندازهٔ آن برابر است با {\displaystyle \ k={\frac {2\pi f}{v}}}
ارتباط بین اندازهٔ عدد موج و مولفه‌های آن از رابطهٔ {\displaystyle \ k^{2}=k_{x}^{2}+k_{y}^{2}+k_{z}^{2}} بدست می‌آید که {\displaystyle k_{y}}
و {\displaystyle k_{x}} عددهای موج متقاطع هستند و بستگی به ساختار موج‌بر و حالت آن دارد و نسبتی با فرکانس ندارد. قطع جریان موج به این معناست که موج منتشر نمی‌شود و بنابراین عدد موج طولی برابر صفر است؛ و بدین ترتیب عدد موج قطع {\displaystyle k_{c}=k={\sqrt {k_{x}^{2}+k_{y}^{2}}}} و بنابراین فرکانس قطع برابر است با {\displaystyle f_{c}={\frac {k_{c}v}{2\pi }}={\frac {v}{2\pi }}{\sqrt {k_{x}^{2}+k_{y}^{2}}}}.

## رساناهای امواج الکترومغناطیسی
موج‌برها می‌توانند به منظور حمل موج‌ها بر فراز بخش وسیعی از طیف الکترومغناطیسی ساخته شوند. اما خصوصاً در مورد محدودهٔ فرکانس‌های نوری و موج‌برها سودمند می‌باشند.
بنا به فرکانس مورد نیاز می‌توانند از مواد رسانا یا عایق ساخته شوند. موج‌برها همچنین برای انتقال سیگنال‌های برق و مخابراتی استفاده می‌شود.

## رساناهای امواج نوری
موج‌برهای که در فرکانس‌های نوری استفاده می‌شوند و معمولاً دارای ساختار عایق می‌باشند که با مواد عایق ساخته شده و در جریان‌های الکتریکی بالا قرار می‌گیرند و بنابراین شاخص بازتاب بالایی دارند و توسط یک ماده با الکتریسیتهٔ پایین‌تر احاطه می‌شوند.
این ساختار امواجی نوری را توسط بازتاب کامل داخلی انتشار می‌دهد و نوع رایج آن فیبرهای نوری است.
انواع دیگری از موج‌برها نوری نیز که مورد استفاده می‌باشند، شامل فیبرهای بلور شفاف است که امتیازاتی نسبت به نوع پیشین دارد.
همچنین در لامپ‌های لوله‌ای که در چراغانی‌ها کاربرد دارد، هدایت از طریق یک لولهٔ توخالی صورت می‌گیرد که سطح درونی آن دارای خاصیت بازتابی بالایی می‌باشد.
این سطح درونی ممکن است یک فلز صیقلی باشد یا اینکه با غشای چندلایه‌ای پوشانده شده باشد که نور را توسط بازتاب براگ (نوع مخصوصی از فیبرهای بلور شفاف) هدایت کند و همچنین یک منشور کوچک در اطراف لوله مورد استفاده قرار می‌گیرد تا نور را از طریق بازتاب کامل درونی انعکاس دهد.
این تحدید کردن موجها کامل نیست زیرا بازتاب کامل درونی هیچگاه به خوبی نمی‌تواند نور را توسط یک هسته با شاخص پایین‌تر هدایت کند. (در مورد منشور بعضی نورها به گوشه‌های منشور نفوذ می‌کنند)

## رساناهای امواج صوتی
یک موج‌بر صوتی، ساختاری فیزیکی برای هدایت امواج صوتی می‌باشد. یک مجرا برای انتشار امواج است که همچون یک خط مخابره‌ای عمل می‌کند. این مجرای عبوری شامل بعضی محیط‌ها همانند هوا می‌باشد که انتشار صوت را پشتیبانی می‌کند.

## ترکیب صداها
از خطوط تأخیری دیجیتال همچون عناصر شمارشگر برای ساده کردن انتشار موج در لوله‌های ابزارهای موسیقی بادی و ارتعاش سیم‌ها در ابزارهای موسیقی سیم دار استفاده می‌شود.